# 短鬚巨口魚
短鬚巨口魚（学名：Stomias brevibarbatus）为輻鰭魚綱巨口鱼目巨口鱼科的其中一種。分布於大西洋區，包括葡萄牙南部至茅利塔尼亞及加拿大海域，為深海魚類，棲息深度可達500公尺，體長可達20.4公分。

## 扩展阅读
維基物種上的相關：短鬚巨口魚